# Amata davidi
Amata davidi là một loài bướm đêm thuộc phân họ Arctiinae, họ Erebidae.